# Storhultet
Storhultet är ett naturreservat i Nyköpings kommun i Södermanlands län.
Området är naturskyddat sedan 2000 och är 28 hektar stort. Reservatet består av barrskog och sumpskog. 